# مجدر (خلخال)
روستای مجدر مکانی واقع در استان اردبیل در کشور ایران واقع در ۳۱ کلیومتری شهرستان خلخال در این روستا معادن مس و طلا کشف شده‌است.